# Lista de personagens de Verdades Secretas

Logotipo da telenovela.

A seguir se apresenta a lista de personagens de Verdades Secretas (2015–2021), uma telenovela brasileira criada por Walcyr Carrasco, tendo sua primeira temporada exibida pela TV Globo entre 8 de junho a 25 de setembro de 2015 e a segunda temporada pela plataforma digital de streaming Globoplay em 2021.

## Elenco
Principal
| Intérprete           | Personagem                        | Temporada  | Temporada    |
| Intérprete           | Personagem                        | 1.ª (2015) | 2.ª (2021)   |
| -------------------- | --------------------------------- | ---------- | ------------ |
| Camila Queiroz       | Arlete "Angel" Brito Lovatelli    | Principal  | Principal    |
| Rodrigo Lombardi     | Alexandre "Alex" Ticiano          | Principal  | Participação |
| Drica Moraes         | Carolina Brito                    | Principal  |              |
| Marieta Severo       | Fanny Richard / Rita de Cássia    | Principal  |              |
| Reynaldo Gianecchini | Anthony Mariano                   | Principal  |              |
| Grazi Massafera      | Larissa Ramos                     | Principal  |              |
| Agatha Moreira       | Giovanna "Kika" Lovatelli Ticiano | Principal  | Principal    |
| Rainer Cadete        | Visky Borelli                     | Principal  | Principal    |
| Guilhermina Guinle   | Pia Lovatelli                     | Principal  | Recorrente   |
| Gabriel Leone        | Guilherme Lovatelli               | Principal  | Participação |
| João Vítor Silva     | Bruno Lovatelli                   | Recorrente | Principal    |
| Maria de Medeiros    | Blanche LaBelle                   |            | Principal    |
| Rômulo Estrela       | Cristiano Valença                 |            | Principal    |
| Gabriel Braga Nunes  | Percival "Percy" Biancchini       |            | Principal    |
| Deborah Evelyn       | Betty                             |            | Principal    |
| Sergio Guizé         | Ariel Nolasco                     |            | Principal    |
| Júlia Byrro          | Lara "Lua" Cunha                  |            | Principal    |
| Erika Januza         | Laila Nolasco                     |            | Principal    |
| Johnny Massaro       | Giotto                            |            | Principal    |
| Bruno Montaleone     | Matheus                           |            | Principal    |
| Ícaro Silva          | Joseph                            |            | Principal    |
| Daniel Andrade       | Lúcio Desantis                    |            | Principal    |

Recorrente
| Intérprete           | Personagem                    | Temporada  | Temporada  | Temporada |
| Intérprete           | Personagem                    | 1.ª (2015) | 2.ª (2021) |           |
| -------------------- | ----------------------------- | ---------- | ---------- | --------- |
| Ana Lúcia Torre      | Hilda Brito                   | Recorrente |            |           |
| Dida Camero          | Lourdes "Lourdeca" Lima       | Recorrente | Recorrente |           |
| Adriano Toloza       | Igor Lovatelli                | Recorrente | Recorrente |           |
| Eva Wilma            | Fábia Mariano                 | Recorrente |            |           |
| Felipe de Carolis    | Sam Nunes                     | Recorrente |            |           |
| Fernando Eiras       | Maurice Argent                | Recorrente |            |           |
| Flávio Tolezani      | Roy                           | Recorrente |            |           |
| Genézio de Barros    | Oswaldo Moreira               | Recorrente |            |           |
| Bel Kutner           | Darlene                       | Recorrente |            |           |
| Tarcísio Filho       | Rogério Gomes                 | Recorrente |            |           |
| Laryssa Dias         | Viviane                       | Recorrente |            |           |
| Mouhamed Harfouch    | Dr. Everaldo Ramirez          | Recorrente |            |           |
| Raphael Sander       | Léo                           | Recorrente |            |           |
| Felipe Hintze        | Eziel                         | Recorrente |            |           |
| Bella Piero          | Nina                          | Recorrente |            |           |
| Mariana Molina       | Patrícia                      | Recorrente |            |           |
| Raphael Ghanem       | Dudu                          | Recorrente |            |           |
| Giuliano Lafayette   | Caco                          | Recorrente |            |           |
| Jessica Córes        | Lyris                         | Recorrente |            |           |
| Pedro Gabriel Tonini | Edgard                        | Recorrente |            |           |
| João Cunha           | Joel Aguiar                   | Recorrente |            |           |
| Gláucio Gomes        | Dr. Robério Sá                | Recorrente |            |           |
| Nathália Rodrigues   | Estela                        | Recorrente |            |           |
| Ana Barroso          | Divanilda                     | Recorrente |            |           |
| Yasmin Brunet        | Stephanie                     | Recorrente |            |           |
| Rhaisa Batista       | Mayra                         | Recorrente |            |           |
| Christian Villegas   | Daniel                        | Recorrente |            |           |
| Alessandra Ambrósio  | Samia                         | Recorrente |            |           |
| Yaçanã Martins       | Sabina                        | Recorrente |            |           |
| Sylbeth Soriano      | Leidiana                      | Recorrente |            |           |
| Fernanda Heras       | Eunice                        | Recorrente |            |           |
| Werles Pajero        | Raulino                       | Recorrente |            |           |
| Duda Miliante        | Yasmin                        | Recorrente |            |           |
| Paula Burlamaqui     | Aline                         |            | Recorrente |           |
| Zezé Polessa         | Berta                         |            | Recorrente |           |
| Maria Luísa Mendonça | Araídes Cunha                 |            | Recorrente |           |
| Jonathan Azevedo     | Eurípedes                     |            | Recorrente |           |
| Celso Frateschi      | Lorenzo                       |            | Recorrente |           |
| Rodrigo Pandolfo     | Benjamin “Benji” Nunes        |            | Recorrente |           |
| Aline Borges         | Thaís                         |            | Recorrente |           |
| Rhay Polster         | Chiara                        |            | Recorrente |           |
| Kelner Macêdo        | Mark                          |            | Recorrente |           |
| Mayara Russi         | Vitória                       |            | Recorrente |           |
| Gabrielle Gambine    | Modelo                        |            | Recorrente |           |
| Malu Ogata           | Reiko                         |            | Recorrente |           |
| Eduardo Reyes        | Edney                         |            | Recorrente |           |
| Jackson Caettano     | Mixologista da boate de Ariel |            | Recorrente |           |
| Gabriel Vieira       | Tadeu                         |            | Recorrente |           |
| Giovana Echeverria   | Lisa                          |            | Recorrente |           |
| Bernardo Lessa       | Fabrício                      |            | Recorrente |           |
| Luciana Fernandes    | Nalva                         |            | Recorrente |           |
| Júlio Machado        | Nicolau                       |            | Recorrente |           |
| Gabriel Vidal        | Leopoldo                      |            | Recorrente |           |
| Lucianna Magalhães   | Jandira                       |            | Recorrente |           |
| Iza Moreira          | Giulia                        |            | Recorrente |           |
| Clara Choveaux       | Tânia                         |            | Recorrente |           |

### Participações especiais
| Intérprete         | Personagem         |                    |
| Primeira temporada | Primeira temporada | Primeira temporada |
| ------------------ | ------------------ | ------------------ |
| Kíria Malheiros    | Carolina (criança) |                    |
| Maurício Branco    | Dante              |                    |
| Ana Paula Botelho  | Leila              |                    |
| Alexia Dechamps    | Lídice             |                    |
| Álamo Facó         | Emanoel            |                    |
| Martha Meola       | Silvia             |                    |
| Giulio Lopes       | Renato             |                    |
| Neusa Maria Faro   | Elizabeth Menezes  |                    |
| Tessy Callado      | Tina               |                    |
| Bia Montez         | Drª. Daniela       |                    |
| Camila Mayrink     | Bel                |                    |
| Beth Zalcman       | Vera               |                    |
| Cláudio Mendes     | Felippo            |                    |
| David Y. W. Pond   | Ming               |                    |
| Henrique Taxman    | Dr. Berraqueiro    |                    |
| Hylka Maria        | Beth               |                    |
| Lilian Blanc       | Ingrid             |                    |
| Myriam Pérsia      | Paula Carvalho     |                    |
| Jackson Costa      | Joca               |                    |
| Carla Daniel       | Madame Sarjan      |                    |
| Theresa Amayo      | Mirtes Guerra      |                    |
| Pathy Dejesus      | Modelo             |                    |
| Alexandre Moffatti | Pai de Carolina    |                    |
| Daniela Carvalho   | Tina               |                    |
| Fernanda Tavares   | Ela mesma          |                    |
| Ronaldo            | Ele mesmo          |                    |
| Lea T              | Ela mesma          |                    |
| Lilian Pacce       | Ela mesma          |                    |
| Segunda temporada  |                    |                    |
| Hugo Gloss         | Ele mesmo          |                    |

## Personagens principais

### Arlete Brito Gomes (Angel)
- Interpretada por Camila Queiroz[18]

Arlete é filha de Carolina (Drica Moraes) e Rogério (Tarcísio Filho). Vive com a mãe na casa da avó, Hilda (Ana Lúcia Torre), em São Paulo e entra para o casting da agência de Fanny Richard (Marieta Severo). Começa a fazer “book rosa” e conhece Alex (Rodrigo Lombardi). Os dois se apaixonam, mas se separam após um desentendimento. Alex se casa com Carolina e passa a ter um caso com Angel, após ela se separar do noivo Gui (Gabriel Leone). A modelo é flagrada pela mãe na cama com o padrasto. Carolina se mata. Angel culpa Alex pela morte da mãe e o mata sem deixar rastros. Casa-se com Gui no fim da trama.

### Alexandre Ticiano (Alex)
- Interpretado por Rodrigo Lombardi[20]

Dono de empresas do ramo têxtil fundadas pelo avô, um imigrante italiano. Foi casado com Pia (Guilhermina Guinle), com quem teve dois filhos: Giovanna (Agatha Moreira), de 16 anos, e Bruno (João Vitor Silva), de 14 anos. Alex produz pelo menos dois desfiles por ano para apresentar novas linhas de tecido ao mercado. Tem contato com o mundo da moda, namora uma ex-modelo, Samia (Alessandra Ambrósio), mas se relaciona com modelos do “book rosa”. É assim que conhece Angel (Camila Queiroz) por quem se apaixona. Os dois brigam e se afastam. Para ficar próximo da modelo, ele se casa com a mãe dela, Carolina (Drica Moraes). É morto por Angel no fim da novela.

### Carolina Brito Ticiano
- Interpretada por Drica Moraes[21][22]

Morava no interior de São Paulo até se separar de Rogério (Tarcísio Filho), quando descobre que ele a traía. Recebeu educação rígida de sua mãe, Hilda (Ana Lúcia Torre). Era muito próxima ao seu pai sargento quando criança e, por influência dele, aprendeu a atirar. Seu grande amor é a filha Arlete (Camila Queiroz). Quando a jovem se torna modelo, fica preocupada com a continuidade dos estudos dela, mas aceita ajuda financeira da jovem. Apaixona-se por Alex (Rodrigo Lombardi). Carolina se desespera ao descobrir a traição do segundo marido com a filha e se mata com um tiro.

### Fanny Richard
- Interpretada por Marieta Severo[23][24]

É dona de uma agência de modelos. Amoral, faz de tudo para ver sua agência entre as melhores do país. Também ganha dinheiro com o “book rosa”. É apaixonada por Anthony (Reynaldo Gianecchini) e o sustenta. Vê a oportunidade de lucrar com Angel (Camila Queiroz) e é amiga do empresário Alexandre (Rodrigo Lombardi). É abandonada por Anthony e o substitui por Leo (Raphael Sander), jovem modelo de sua agência.

### Anthony Mariano
- Interpretado por Reynaldo Gianecchini[25][26]

Ex-modelo, bonito e atraente. Vem de uma família tradicional que perdeu todo o dinheiro. Para viver com conforto, se relaciona com Fanny (Marieta Severo) e paga os luxos da mãe, Fábia (Eva Wilma). Envolve-se com Giovanna (Agatha Moreira), de quem realmente gosta, e depois com Maurice (Fernando Eiras), por interesse. Acaba indo com os dois para a França, a fim de trabalhar com o estilista e ficar ao lado da jovem modelo.

### Larissa Ramos
- Interpretada por Grazi Massafera[27]

Modelo veterana da agência de Fanny (Marieta Severo). Faz “book rosa” porque precisa de dinheiro para sustentar a família. Larissa tem uma relação difícil com a mãe, Divanilda (Ana Barroso). Para lidar com as dificuldades, busca na droga um refúgio. Vai morar na Cracolândia, mas consegue se livrar da dependência do crack e torna-se missionária evangélica.

### Giovanna Lovatelli Ticiano (Kika)
- Interpretada por Agatha Moreira[28]

Filha de Alexandre (Rodrigo Lombardi) e Pia (Guilhermina Guinle), e irmã de Bruno (João Vitor Silva). É arrogante, rica e despreza pessoas de classe social inferior à dela. Decide seguir a mesma carreira de Angel para afirmar independência perante os pais. Relaciona-se com Anthony (Reynaldo Gianecchini). Quando seu pai decide se casar com Carolina (Drica Moraes), faz de tudo para destruir o relacionamento. Vai morar na França com Anthony e o estilista Maurice (Fernando Eiras).

### Guilherme Lovatelli
- Interpretado por Gabriel Leone[29][30]

Sobrinho de Pia (Guilhermina Guinle) e Alex (Rodrigo Lombardi). Bonito, rico, altivo. Seus pais são pecuaristas e o sustentam em São Paulo. Ele estuda para o vestibular e se interessa por Arlete (Camila Queiroz) no primeiro dia de aula, mas a relação acaba assim que ela descobre que ele tem namorada. Quando Arlete se torna uma conhecida modelo, os dois voltam a namorar. Mas a relação dura pouco porque Gui descobre o envolvimento dela com o  “book rosa”. Depois se arrepende e quer voltar com a modelo. Acaba se casando com Angel.

### Visky
- Interpretado por Rainer Cadete[31][32]

É o booker da agência de Fanny (Marieta Severo). Ajuda a descobrir modelos, como acontece com Arlete/Angel (Camila Queiroz). Magro, com roupas e cabelos sempre na moda. É cúmplice de Fanny no “book rosa” e nos momentos difíceis. Vive implicando com Lourdeca (Dida Camero), com quem acabou se envolvendo depois de levar um fora de Leo (Raphael Sander).

### Hilda Brito
- Interpretada por Ana Lúcia Torre[33]

Avó de Arlete (Camila Queiroz) e mãe de Carolina (Drica Moraes). Foi professora durante a vida toda. Viúva, se sustenta com uma pequena aposentadoria e mora em um apartamento de três quartos. Aluga um dos quartos para a professora Darlene (Bel Kutner). De princípios morais rígidos,  tenta se adequar ao novo mundo. Resiste às investidas do professor Oswaldo (Genézio de Barros), seu pretendente, por ainda estar presa ao marido falecido e ter uma doença no fígado, sem cura. Descobre que a neta faz “book rosa” e não conta nada para Carolina. Acaba se envolvendo com Oswaldo, que sempre foi apaixonado por ela. Morre pouco tempo depois da morte da filha.

### Pia Lovatelli
- Interpretada por Guilhermina Guinle[34][35]

Mãe de Giovanna (Agatha Moreira) e Bruno (João Vitor Silva). Ex-mulher de Alex (Rodrigo Lombardi). Chique e consumista, nasceu rica. Não sente ciúmes do ex. namora seu personal trainer Igor (Adriano Toloza), a quem dá uma boa vida e engravida dele. Aborta para não perder a pensão de Alex. É a primeira a alertar os filhos sobre o dinheiro na ocasião do casamento do ex-marido com Carolina (Drica Moraes). Quase perde o filho, que se tornou dependente de drogas e teve uma overdose, repensa sua vida e decide ter um relacionamento estável com Igor.
Introduzidos na segunda temporada

### Cristiano Valença
- Interpretado por Rômulo Estrela[6]

É contratado por Giovanna (Agatha Moreira) para investigar a morte de Alex (Rodrigo Lombardi), cujo corpo não apareceu. O detetive se envolverá com ela e Angel (Camila Queiroz) durante a investigação.

### Blanche Labelle
- Interpretada por Maria de Medeiros[6][36]

É a nova dona da agência de modelos que se apaixona por Ariel (Sergio Guizé) e se mostra disposta a tudo para separá-lo de Laila (Érika Januza).

### Percy
- Interpretado por Gabriel Braga Nunes[37][38]

Empresário e amigo de Ariel (Sergio Guizé) que se torna cliente de Angel (Camila Queiroz). É adepto ao BDSM.

### Laila Nolasco
- Interpretada por Erika Januza[39][40]

Modelo casada com Ariel (Sergio Guizé) e que se torna rival de Blanche (Maria de Medeiros).

### Ariel Nolasco
- Interpretado por Sergio Guizé[6]

Empresário amigo de Percy (Gabriel Braga Nunes) e casado com Laila (Érika Januza). Para ajudar a carreira da mulher decolar procura Blanche (Maria de Medeiros) de maneira profissional. Porém acaba despertando o interesse na empresária.
- Jonathan Azevedo como Eurípedes[6][41][42]

### Betty
- Interpretada por Deborah Evelyn[6][43][44]

Amiga de Blache (Maria de Medeiros), mulher de Lorenzo (Celso Frateschi) e madrasta de Giotto (Johnny Massaro) e Irina (Julia Stockler). Vai se tornar amante de Matheus (Bruno Montaleone).

### Joseph
- Interpretado por Ícaro Silva[45]

Modelo que se envolve com a patroa, Blanche (Maria de Medeiros), e depois com Visky (Rainer Cadete), que seguirá em um relacionamento com Lurdeca (Dida Camero).

### Lara Cunha
- Interpretada por Júlia Byrro[46]

Modelo alvo de abuso do padrasto e que se torna rival de Angel (Camila Queiroz) ao iniciar na prostituição depois de deixar um colégio interno com a morte do meio-irmão, Gui (Gabriel Leone). É filha de Araídes (Maria Luisa Mendonça) e enteada de Nicolau (Júlio Machado).

### Araídes Cunha
- Interpretada por Maria Luísa Mendonça[47]

Esposa de Nicolau (Júlio Machado) e mãe de Lara (Júlia Byrro), meia-irmã de Guilherme (Gabriel Leone).

### Matheus
- Interpretado por Bruno Montaleone

Modelo que se torna amante de Betty (Deborah Evelyn) e, na sequência, passa a se relacionar também com o marido Lorenzo (Celso Frateschi) e seus enteados, Giotto (Johnny Massaro) e Irina (Julia Stockler).

### Aline
- Interpretada por Paula Burlamaqui[48]

Ex-modelo e mãe da modelo Chiara (Rhay Polster), é contratada como assistente de Visky (Rainer Cadete) na agência de Blance (Maria de Medeiros) e se envolve com o namorado da filha, o DJ Mark (Kelner Macêdo).

### Giotto
- Interpretado por Johnny Massaro

Filho de Lorenzo (Celso Frateschi) e enteado de Betty (Deborah Evelyn), tem um relacionamento Giulia (Iza Moreira), mas somente para manter as aparências. Se relaciona com Matheus (Bruno Montaleone).

### Berta
- Interpretada por Zezé Polessa[49]

Avó ambiciosa de Matheus (Bruno Montaleone) que incentiva o neto a se prostituir.

### Irina
- Interpretada por Julia Stockler

Filha de Lorenzo (Celso Frateschi), irmã de Giotto (Johnny Massaro) e enteada de Betty (Deborah Evelyn), sonha em trabalhar no ateliê da madrasta. Assim como o irmão, também se envolve com Matheus (Bruno Montaleone).

## Personagens recorrentes

### Fábia Mariano
- Interpretada por Eva Wilma[50]

Mãe de Anthony (Reynaldo Gianecchini). Foi rica e circulava nas altas rodas, mas, na velhice, pouco lhe sobrou. É sustentada pelo filho. Ela gasta o dinheiro em almoços em restaurantes caros com as amigas. Alcoólatra, acaba sendo internada em uma casa de repouso por Anthony com a ajuda de Fanny (Marieta Severo).

### Bruno Lovatelli
- Interpretado por João Vitor Silva[51]

Filho de Pia (Guilhermina Guinle) e Alex (Rodrigo Lombardi), irmão de Giovanna (Agatha Moreira). Ao contrário da irmã, nunca causou problemas para os pais. Sempre foi estudioso e pretendia um dia ser o sucessor de Alex nos negócios. Apaixona-se por Stephanie (Yasmin Brunet), sem saber que o pai estava pagando para a modelo sair com ele. Quando descobre a verdade, fica abalado, começa a usar cocaína e se envolve com Sam (Felipe de Carolis). Depois de ter uma overdose, é internado em uma clínica de desintoxicação e decide recomeçar a vida.

### Sam Nunes
- Interpretado por Felipe de Carolis[52]

Veio do interior para São Paulo tentar uma oportunidade como modelo, mas sua carreira não decola. Nos eventos promovidos pela agência de Fanny, trabalha como garçom. Consegue mais dinheiro vendendo drogas para as modelos, entre elas, Larissa (Grazi Massafera). Mantém um envolvimento com Bruno (João Vitor Silva), para quem também vende cocaína. No fim, decide voltar para sua cidade natal, Pindamonhangaba, e mudar de vida.

### Stephanie
- Interpretada por Yasmin Brunet[53][54]

Modelo da agência de Fanny (Marieta Severo), faz “book rosa”. Envolve-se com Bruno (João Vitor Silva), que não sabia que ela tinha recebido dinheiro de seu pai, Alex (Rodrigo Lombardi), para sair com ele na primeira vez.

### Léo
- Interpretado por Raphael Sander[55]

Modelo com uma carreira de sucesso. Topa qualquer tipo de trabalho. É disputado por Visky (Rainer Cadete) e Lourdeca (Dida Camero), mas não fica com nenhum dos dois. No fim, acaba se envolvendo com Fanny (Marieta Severo) e passa a ser sustentado por ela, ocupando o lugar que era de Anthony (Reynaldo Gianecchini).

### Igor
- Interpretado por Adriano Toloza[56][57]

Personal trainer, namorado de Pia (Guilhermina Guinle). É sustentado por ela e amigo de Anthony Mariano (Reynaldo Gianecchini). Quando descobre que Pia tinha ficado grávida dele e abortado, termina o namoro. No fim, os dois voltam a ficar juntos.

### Daniel
- Interpretado por Christian Villegas[58]

É modelo há dois anos e faz trabalhos com a agência de Fanny (Marieta Severo), mas não é exclusivo. Envolve-se com Giovanna (Agatha Moreira), mas depois descobre que tinha sido usado e que ela não sente nada por ele.

### Darlene
- Interpretada por Bel Kutner[59]

Professora de Angel (Camila Queiroz) e trabalha escola onde estuda Angel. Alugava um quarto na casa de Hilda (Ana Lúcia Torre). Quando Carolina (Drica Moraes) chega a São Paulo, Darlene a ajuda conseguir emprego e uma bolsa para Angel estudar. Casa-se com Joel (João Cunha). É a primeira a desconfiar que Angel fazia “book rosa”, mas não tem coragem de contar a verdade para Carolina.

### Oswaldo Moreira
- Interpretado por Genézio de Barros[58]

Foi professor de matemática e é apaixonado por Hilda (Ana Lúcia Torre). Consegue ficar ao lado dela depois que a avó de Angel descobre que está doente.

### Patrícia
- Interpretada por Mariana Molina[58]

Amiga de Giovanna (Agatha Moreira). São da mesma turma da escola e adoram fazer compras juntas. De família rica, o pai é um político conhecido. É apaixonada por Guilherme (Gabriel Leone) e sente de ciúmes de Arlete (Camila Queiroz). No fim, arruma um namorado evangélico, fazendo a vontade de seus pais, e decide estudar pedagogia.

### Divanilda
- Interpretada por Ana Barroso[60]

Mãe de Larissa (Grazi Massafera). Apoia a filha a fazer “book rosa”. É rude e desagradável, mas fica simpática perto de Fanny (Marieta Severo).

### Rogério
- Interpretado por Tarcísio Filho[61]

Pai de Arlete (Camila Queiroz) e ex-marido de Carolina (Drica Moraes). Forma nova família com a ex-secretária, Viviane (Laryssa Dias) com quem teve a filha Yasmin (Duda Miliante). É gerente de concessionária, mas não tem dinheiro suficiente para sustentar as duas famílias.

### Viviane
- Interpretada por Laryssa Dias[62]

Ex-secretária de Rogério (Tarcísio Filho). Tem uma filha com ele, Yasmin (Duda Miliante). Os dois viveram em segredo por anos, até serem descobertos por Carolina (Drica Moraes). Ao saber que a enteada Angel (Camila Queiroz) faz “book rosa”, faz questão de humilhá-la. Incentiva Rogério a tirar vantagens do dinheiro de Alex (Rodrigo Lombardi) até o fim.

### Everaldo Ramirez
- Interpretado por Mouhamed Harfouch[63]

Médico ginecologista, divorciado, torna-se patrão de Carolina (Drica Moraes) e se interessa por ela. Fica decepcionado quando ela se casa com Alex (Rodrigo Lombardi), mas é alguém com quem ele pode contar. É preso por ter uma clínica de aborto e recebe ajuda da amiga.

### Leidiana
- Interpretada por Sylbeth Soriano

Empregada há muitos anos na casa de Pia (Guilhermina Guinle), ajuda a criar os filhos da patroa. Quando Bruno (João Vitor Silva) começa a roubar dinheiro e objetos da casa para comprar drogas, é acusada por Pia de ser a culpada e é demitida. Quando a patroa descobre a verdade, pede que ela retorne e Leidiana aceita voltar ao trabalho.

### Eziel
- Interpretado por Felipe Hintze[64]

Sofre preconceito na escola por ser mais pobre que os outros alunos e por estar acima do peso. Ao conhecer Angel (Camila Queiroz), torna-se seu melhor amigo. Acaba se apaixonando por ela, mas o sentimento não é correspondido. Quer pagar para Angel ficar com ele e, com a recusa dela, se torna ressentido e acaba revelando a Gui (Gabriel Leone), namorado da moça, que Angel fazia “book rosa”. Mais tarde, envolve-se com Nina e os dois ficam juntos.

### Nina
- Interpretada por Bella Piero[65]

Amiga de Giovanna (Agatha Moreira). Faz parte do círculo de meninas populares da escola. Destaca-se pelos descolados cabelos roxos. Sem fazer esforço, sempre foi a melhor aluna da turma. Tem um envolvimento com Eziel (Felipe Hintze) e os dois acabam juntos.

### Yasmin
- Interpretada por Duda Miliante[66]

Filha de Rogério (Tarcísio Filho) e Viviane (Laryssa Dias), e irmã de Angel (Camila Queiroz).

### Lourdes "Lourdeca" Lima
- Interpretada por Dida Camero[67][68]

Gorda assumida, odeia as modelos “devoradoras de alface”. Faz a contabilidade da agência de Fanny (Marieta Severo). Está sempre mal-humorada e vive implicando com Visky (Rainer Cadete). Apesar das constantes trocas de farpas, os dois acabaram se envolvendo e tornam-se amigos.

### Estela
- Interpretada por Nathália Rodrigues[69]

Secretária de Alex (Rodrigo Lombardi).

### Mayra
- Interpretada por Rhaisa Batista[70][71]

É modelo comercial e faz “book rosa” na agência de Fanny (Marieta Severo).

### Maurice Argent
- Interpretado por Fernando Eiras

Estilista francês de renome internacional, fica encantado por Anthony (Reynaldo Gianecchini) e aceita fazer um desfile de sua marca com as modelos de Fanny (Marieta Severo). Passa a ter um caso com o rapaz. No fim da novela, leva Anthony e Giovanna (Agatha Moreira) para trabalhar com ele em Paris.

### Samia
- Interpretada por Alessandra Ambrósio[72]

Ex-modelo e namorada de Alex (Rodrigo Lombardi). Fica revoltada ao saber que Alex a trocou por Carolina (Drica Moraes). Conhece tudo do mundo da moda. É amiga de Fanny (Marieta Severo).

### Raulino
- Interpretado por Werles Pajero[73]

Motorista de Alex (Rodrigo Lombardi).

### Joel Aguiar
- Interpretado por João Cunha[59]

Noivo de Darlene (Bel Kutner). É professor de programação. Ensina Carolina (Drica Moraes) a lidar com computadores.

### Caco
- Interpretado por Giuliano Laffayette[58]

Amigo de Guilherme (Gabriel Leone). Foi adotado quando os pais já eram mais velhos. Ajuda Giovanna (Agatha Moreira) e Guilherme a descobrirem que Alex (Rodrigo Lombardi) e Angel (Camila Queiroz) se encontravam às escondidas.

### Robério Sá
- Interpretado por Glaucio Gomes[58]

Melhor amigo e braço direito de Alex (Rodrigo Lombardi). Bom pai de família, é também quem tenta ajudar o empresário a resolver seus problemas.

### Roy
- Interpretado por Flávio Tolezani[74]

Modelo que teve problemas com drogas no passado e chegou a morar na rua. Envolve-se com Larissa (Grazi Massafera), com quem se afunda cada vez mais no consumo de crack. Acaba na Cracolândia. Não acompanha Larissa quando ela decide sair das ruas e parar de usar crack.

### Eunice
- Interpretada por Fernanda Eras[75]

Empregada de Alex (Rodrigo Lombardi). Descobre o caso entre Alex e Angel (Camila Queiroz) e chantageia o patrão.

### Lyris
- Interpretada por Jéssica Córes[76][77]

Modelo, trabalha na agência de Fanny e é noiva do engenheiro Edgard (Pedro Gabriel Tonini). Não aceita fazer “book rosa”, mas acaba saindo com Alex (Rodrigo Lombardi) por dinheiro. Depois, arrependida, acusa Alex de tê-la estuprado, o que causa uma reação violenta de Edgard e contribui para afastar Angel (Camila Queiroz) de Alex. Mais tarde, admite a verdade e Edgard termina com ela. No fim, Lyris e Edgard voltam, mas ele perde a cabeça ao achar que ela tinha voltado a fazer programa e a mata a facadas.

### Dudu
- Interpretado por Raphael Ghanem

Amigo de Guilherme (Gabriel Leone). Tipo engraçado, descolado e descompromissado.

### Edgard
- Interpretado por Pedro Gabriel Tonini[58][78]

Engenheiro e noivo de Lyris (Jéssica Córes). Não gosta do mundo da moda. Quando Lyris acusa Alex (Rodrigo Lombardi) de tê-la estuprado, tenta assassinar o empresário. Ao descobrir que ela tinha feito “book rosa”, termina com a modelo. No fim, os dois tentam voltar, mas Edgard desconfia que Lyris ainda faz o “book rosa” e acaba matando-a.

## Participações especiais

### Emanoel
- Interpretado por Álamo Facó

Missionário evangélico que distribui comida para moradores de rua na Cracolândia. Lá, conhece Larissa (Grazi Massafera) e, depois de muita insistência, consegue convencer a ex-modelo a sair das ruas, deixar o vício e entrar para a igreja.